# 13e régiment d’infanterie

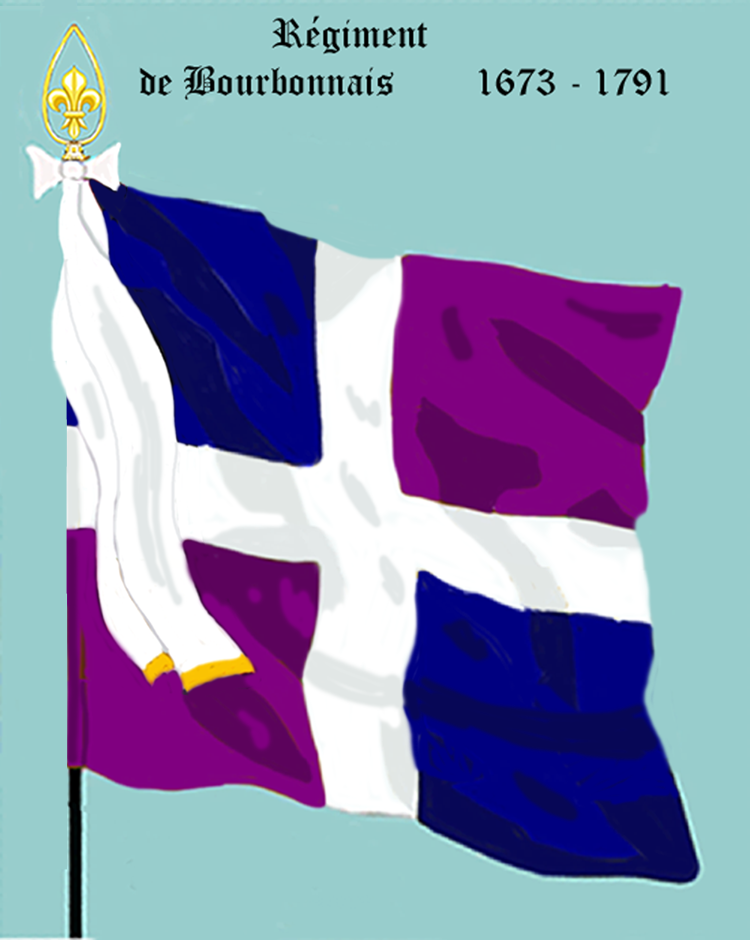
Bis 1791 wurde immer nur diese Fahne verwendet

Das 13e régiment d’infanterie (13e RI) war ein Verband der französischen Infanterie, der 1597 als „Régiment de Nérestang“ aufgestellt wurde. Das Regiment zeichnete sich in den Revolutionskriegen, in den Kämpfen des ersten Kaiserreichs und im Ersten Weltkrieg aus. Es existiert heute nicht mehr. Es gehörte zu den Petits Vieux Corps.
Vor der Einführung der Nummerierung der Regimenter am 1. Januar 1791 führte es in der königlich französischen Armee zuletzt den Namen Régiment de Bourbonnais.

## Aufstellung und signifikante Änderungen
- 1584: Formation eines Kampfverbandes, der Bandes de Montferrat.
- 6. März 1597: Aufstellung des Régiment de Nérestang aus Teilen der Bandes de Montferrat
- 1611: Umbenennung in: Régiment de Chappes
- 1631: Umbenennung in: Régiment de Nérestang
- 1646: Umbenennung in: Régiment de Sainte-Mesme
- 1661: Umbenennung in: Régiment de Silly
- 1667: Umbenennung in: Régiment de Castelnau
- 1673: Umbenennung in: Régiment de Bourbonnais
- 1776: Das Régiment de Bourbonnais wurde aufgeteilt.
Die Fahnen und Uniformen wurden vom 2. und 4. Bataillon als Régiment de Bourbonnais weitergeführt. Das 1. und das 2. Bataillon formierten das Régiment de Forez.
- 1. Januar 1791: Alle Regimenter verloren ihre Namen und wurden nur noch mit Nummern bezeichnet. Das Régiment de Bourbonnais wurde zum 13e régiment d’infanterie de ligne (ci-devant Bourbonnais).
- 1793: Erste Zusammenlegung (Premier amalgame): Umbenennung in 13e demi-brigade de première formation[2]
- 1796: Zweite Zusammenlegung (Deuxième amalgame) und Umbenennung in 13e demi-brigade de deuxième formation
- 1803: Reorganisation der französischen Infanterieregimenter und Wiederaufstellung des 13e régiment d’infanterie de ligne
- 1814: während der Ersten Restauration und der Herrschaft der Hundert Tage behielt das Regiment seine Nummer.
- 16. Juli 1815: Das Regiment wurde, wie die gesamte napoleonische Armee entlassen.
- 11. August 1815: Wiederaufstellung als Légion de la Dordogne
- 1820: Umbenennung in: 13e régiment d’infanterie de ligne
- 1870: Umbenennung in:13e régiment de marche
- 1871: Umbenennung in: 13e régiment d’infanterie de ligne
- 1882: Umbenennung in: 13e régiment d’infanterie
- 1914: Aufstellung des 213e régiment d’infanterie als Reserveregiment durch das 13e régiment d’infanterie
- Nach Kriegsende aufgelöst[3]

### Uniformierung bis 1794

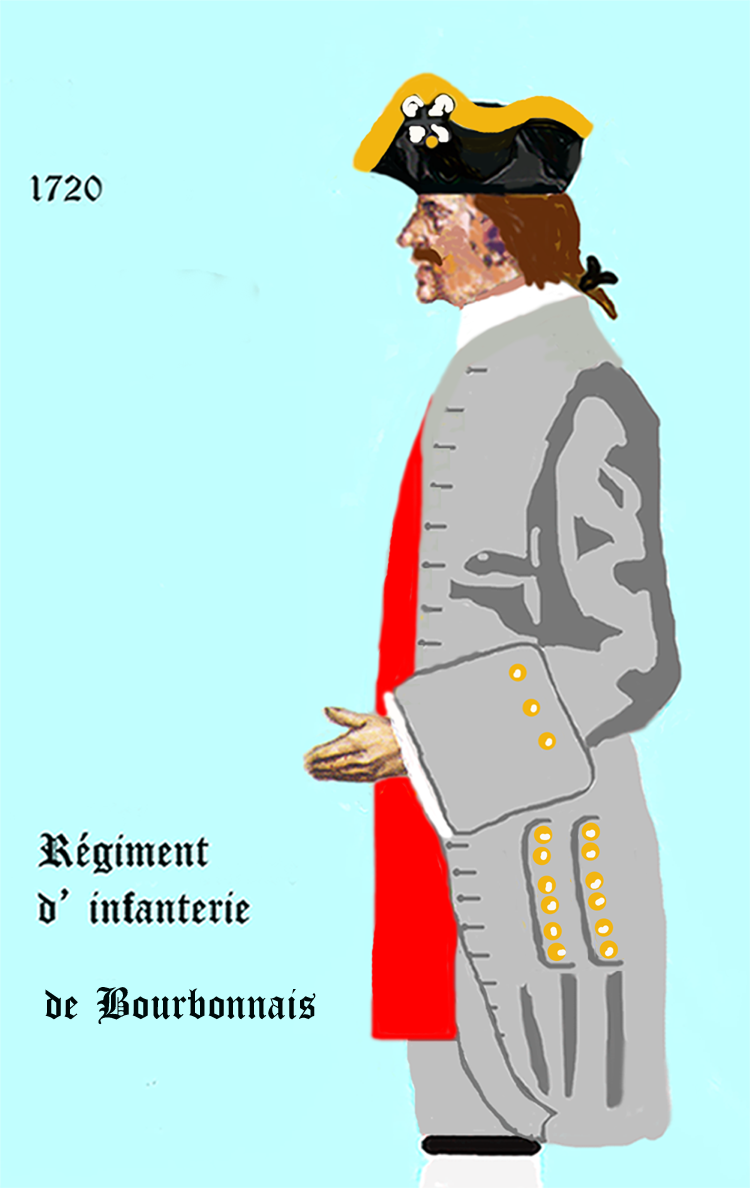
1720 bis 1734
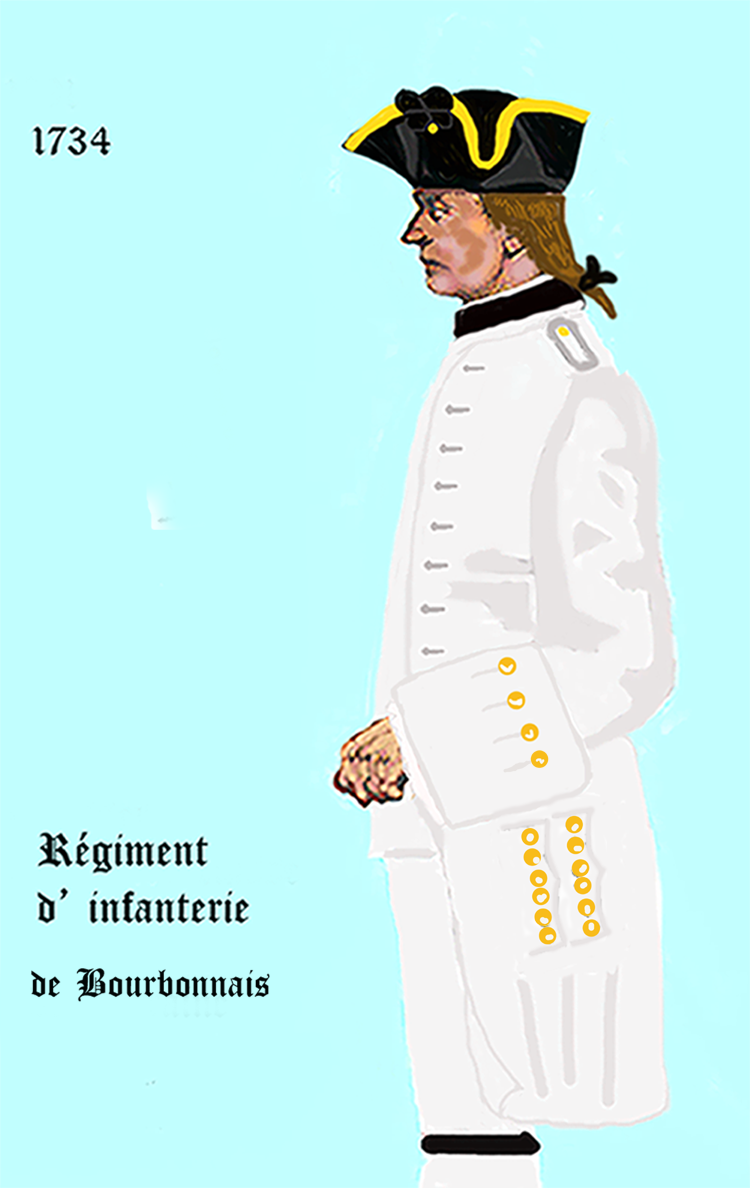
1734 bis 1757
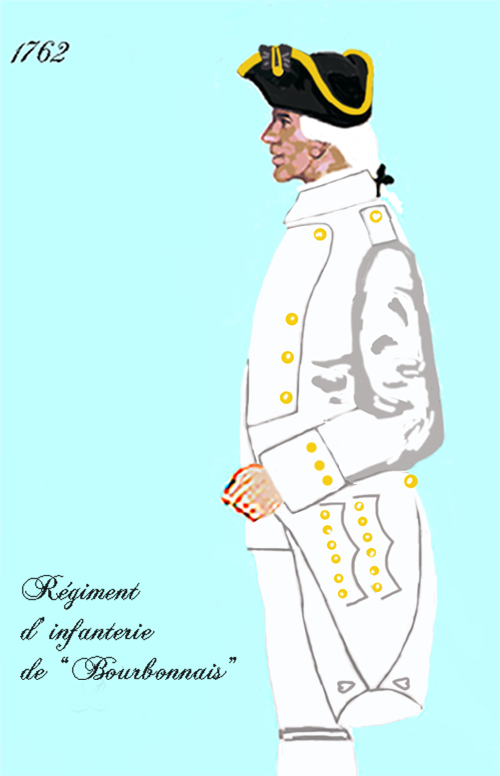
1762 bis 1775
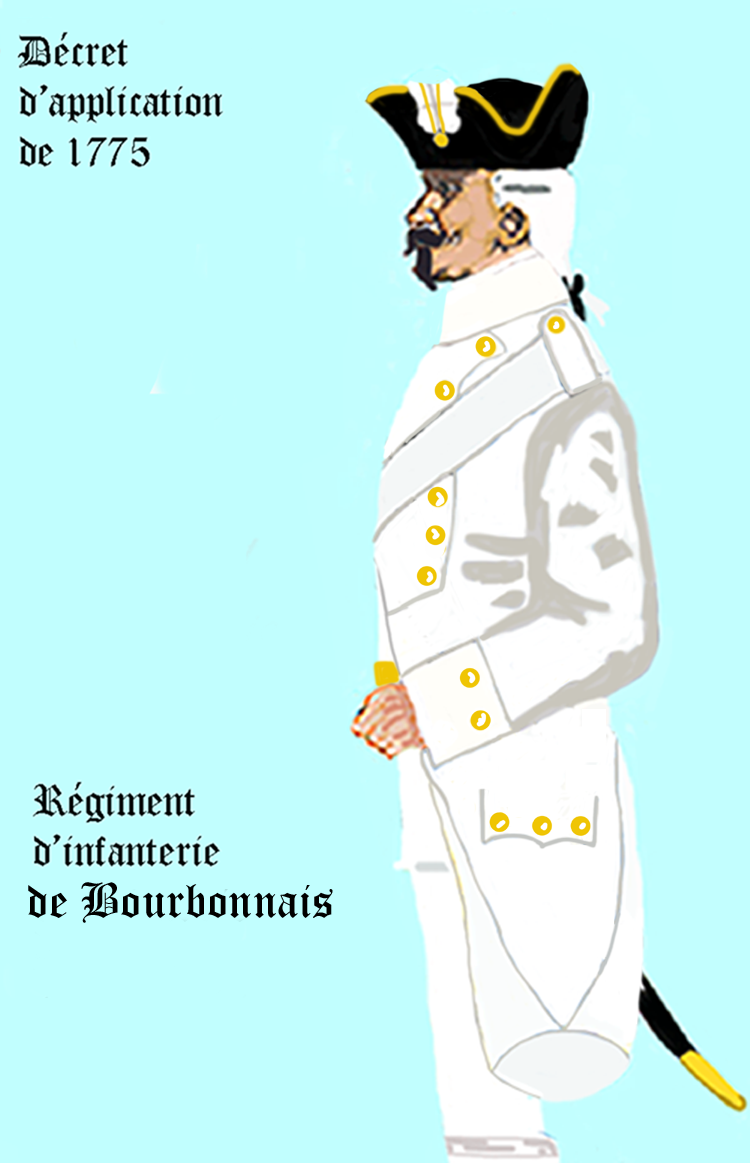
1775
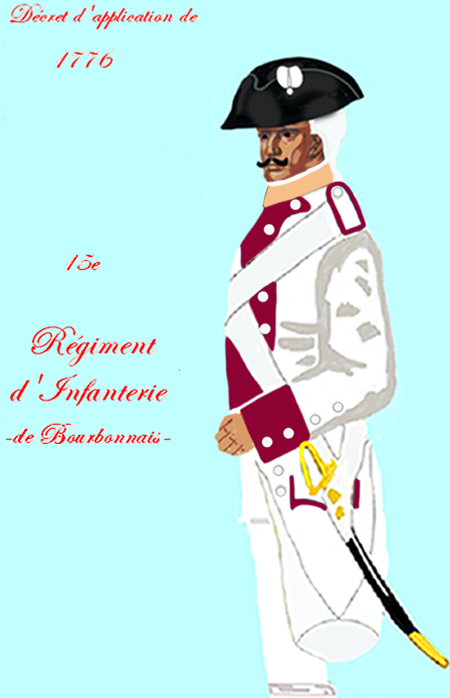
1776 bis 1779
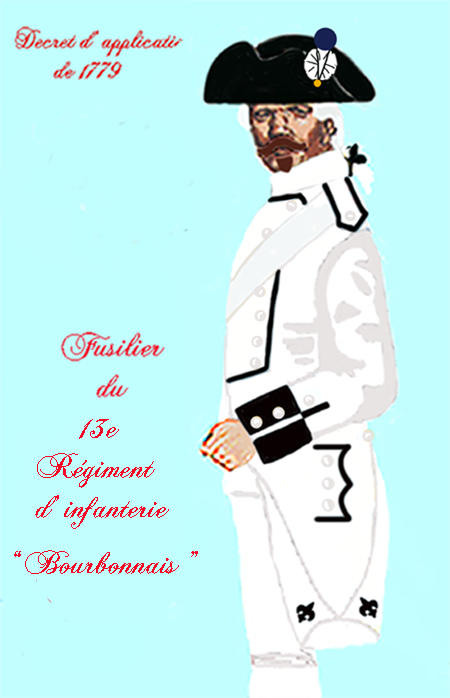
1779 bis 1791
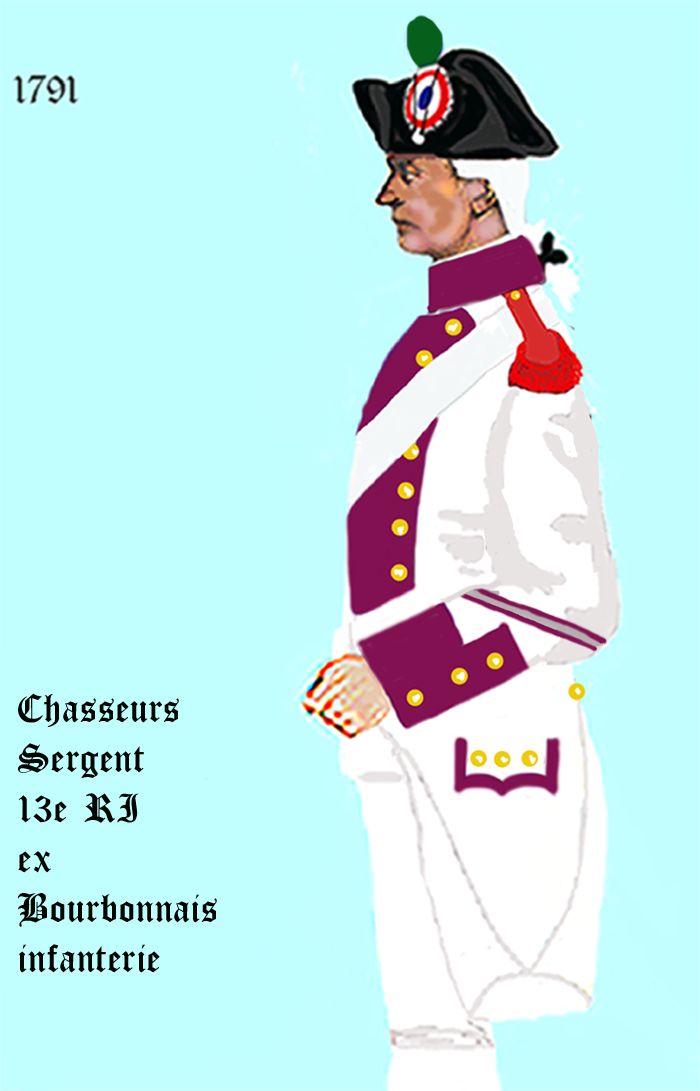
1791 bis 1792
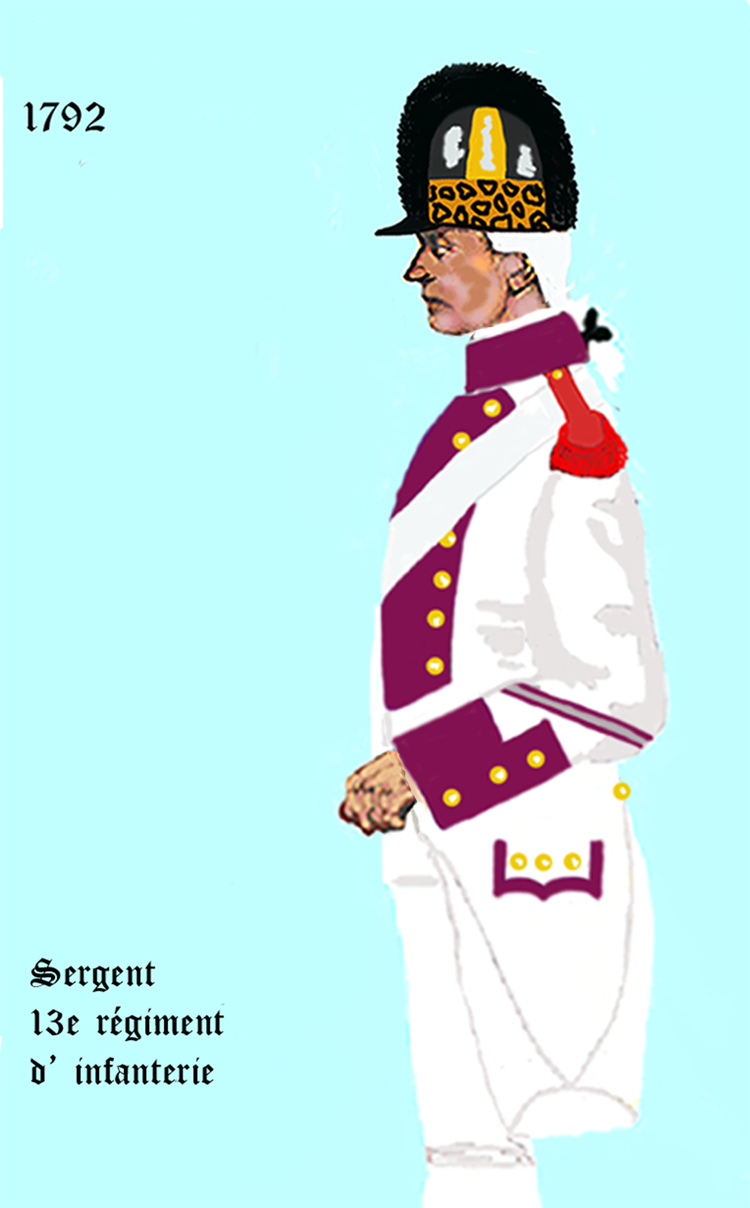
1792 bis 1794

## Mestres de camp/Colonels
Mestre de camp war von 1569 bis 1661 und von 1730 bis 1780 die Rangbezeichnung für den Regimentsinhaber und/oder für den mit der Führung des Regiments beauftragten Offizier. Die Bezeichnung „Colonel“ wurde von 1721 bis 1730, von 1791 bis 1793 und ab 1803 geführt.
Nach 1791 gab es keine Regimentsinhaber mehr.
Sollte es sich bei dem Mestre de camp/Colonel um eine Person des Hochadels handeln, die an der Führung des Regiments kein Interesse hatte, so wurde das Kommando dem „Mestre de camp lieutenant“ (oder „Mestre de camp en second“) respektive dem Colonel-lieutenant oder Colonel en second überlassen.
- Ancien Régime

Das Regiment führte den Namen des jeweiligen Regimentsinhabers, bis am 1. Februar 1673 die bis 1791 gültige Bezeichnung „de Bourbonnais“ erhielt.
- 6. März 1597: Der erste Mestre de camp des Regiments war Philibert, marquis de Nerestang.
- 25. Februar 1611: Jacques d’Aumont, baron de Chappes
- 6. Februar 1631: Jean Claude, marquis de Nerestang
- 1639: Charles, marquis de Nerestang
- 30. Juni 1645: Anne Alexandre de L’Hôpital, comte de Sainte-Mesme
- Mai 1657: Jacques de Vipart, marquis de Silly
- 1665: Michel, marquis de Castelnau
- 20. April 1673: Pomponne, marquis de Reffuges
- 2. März 1687: Louis Pierre Armand d’Aloigny, marquis de Rochefort
- 15. Januar 1700: Louis Armand de Brichanteau, marquis de Nangis
- 1. Januar 1709: Louis Antoine de Gramont, comte de Lesparre
- 1. Juli 1727: Joseph Marie de Boufflers
- 21. Februar 1740: Antoine Antonin de Gramont, duc de Lesparre
- 17. Februar 1746: Louis de Biran, comte de Gohas
- 17. August 1747: Vincent Sylvestre de Thimbrune, comte de Valence
- 20. Februar 1761: Joseph Roger de Verdusan, marquis de Miran
- 3. Januar 1770: Louis Henri, marquis de Caupenne
- 29. Juni 1775: Anne Alexandre Marie Sulpice de Montmorency, marquis de Laval[4]
- 1. Juli 1783: Victor-François de Broglie

- Französische Revolution und Erstes Kaiserreich
- 23. November 1791: François Henri, baron de Poutet
- 8. Mai 1792: Louis François Pierre, chevalier d’Arlandes de Salton

(…)
- 1809: Christophe Huin
- 1809: Claude Larcilly
- 1813: Jean-Guillaume Lucas
- 1813: der Comte de Broche de la Paillole

Gefallene Colonels des 13e régiment d’infanterie de ligne:
- Colonel Huin, am 6. Juli 1809
- Colonel Larcilly, am 2. Mai 1813 an seinen Verwundungen verstorben

Offiziere in der Zeit von 1804 bis 1815 gefallen oder verwundet:
- Gefallen: 21
- an ihren Verwundungen verstorben: 13
- Verwundet: 92

## Einsatzgeschichte

### Ancien Régime
Das Régiment de Nérestang, nahm unter dem Kommando von Maréchal Lesdiguières im Jahre 1600 am französisch-savoyardischen Konflikt teil, der mit dem Vertrag von Lyon beendet wurde.

### Hugenottenkriege
- 1621: Belagerung von Saint-Jean-d’Angély, Belagerung von Montauban
- 1622: Belagerung von Montpellier, Belagerung von Saint-Antonin

### Französisch-Spanischer Krieg
- 1642: Im November lag es vor dem belagerten Schloss Torlone (Piémont), das am 25. in dem Moment kapitulierte als sich das Regiment zusammen mit dem Regiment de Limousin und dem Regiment de Villandry zum letzten Angriff sammelte.

15. Dezember 1650: Schlacht bei Rethel

### Holländischer Krieg 1667 bis 1714
Ende August 1667 erfolgte die Teilnahme am Gefecht bei Ensheim. Gemäß der Schlachtordnung gehörte es neben dem Régiment d’Orléans, dem Régiment de Languedoc, dem Régiment de Churchill und dem Régiment de Montmouth zur Reserve. Als der Kampf kritisch zu werden begann, schickte Turenne die fünf Regimenter in den Wald an seiner rechten Flanke, in dem die Kaiserlichen Verschanzungen angelegt hatten. Nachdem ein Regiment nach dem anderen in den Kampf eingegriffen hatte und nach einem entsetzlichen Gemetzel, gelang es die Oberhand zu behalten. Es wurden sechs Kanonen erbeutet.

### Pfälzischer Erbfolgekrieg 1689 bis 1697
- 3. August 1692: Zusammen mit dem Régiment de Porlier bildete es eine Brigade in der Schlacht bei Steenkerke.

### Spanischer Erbfolgekrieg 1701 bis 1714
- 1702: Schlacht bei Friedlingen
- 1709: Das Regiment kämpfte im Verband mit dem Régiment de La Marck in der Schlacht bei Malplaquet.

### Österreichischer Erbfolgekrieg 1742 bis 1748
- 1742: Am 27. Mai erfolgte ein Angriff auf Deggendorf, der von „Bourbonnais“ und den Regimentern Champagne, La Marck und Royal-Comtois nach schweren Kämpfen abgewehrt wurde.
- 1747: Im Juli beim Angriff auf die Befestigungen auf dem Col de l’Assiette.

### Siebenjähriger Krieg 1757 bis 1763
- 1760: Gefecht bei Korbach. In der Schlacht bei Warburg stand es im Verband mit dem Régiment de La Couronne, dem Régiment de Jenner und dem Régiment de Lochmann wurde der feindliche Hauptstoß aufgefangen und der Rückzug der Armee ermöglicht.

Das Régiment de Bourbonnais lag in den Jahren 1768 und 1769 in Toulon und in Korsika in Garnison. In der Zeit stand der «Pierre Goullard, chevalier d'Arçais», aus dem Poitou, Capitaine im Regiment, wegen seiner Schulden mehrfach im Mittelpunkt von Beschweren seiner Vorgesetzten und der Finanzverwaltung in Korsika.
Während der Unabhängigkeitserklärung der Vereinigten Staaten lag das Regiment wieder in Korsika, das es im gleichen Jahr verließ. Nachdem im Jahre 1779 zwischen Großbritannien und Frankreich der offene Konflikt ausgebrochen war (Frankreich unterstützte massiv die Rebellen und hatte auch bereits die Unabhängigkeit anerkannt), wurde das Regiment in die Bretagne verlegt. Einige Zeit war es in Rennes stationiert, verlegte dann nach Brest und wurde am 7. Juli 1780 auf Schiffe verladen um nach Amerika gebracht zu werden. Es war eines der vier Regimenter, die dort unter dem Kommando von Jean-Baptiste-Donatien de Vimeur, comte de Rochambeau eingesetzt waren. Die kleine Unterstützungsarmee traf im Juli in Newport ein, wo sie von den Amerikanern sogleich zur Bewachung an der Küste von Rhode Island gegen die Stellungen des britischen General Clinton eingesetzt wurden. Die Briten hatten allerdings die Stellungen am vorhergehenden Tag verlassen, da sie sich zu einer umfangreichen Expedition sammelten.
Das Regiment Bourbonnais verbrachte den Winter in festen Quartieren bis sich im Juni 1781 die Armee von Rochambeau mit der amerikanischen Armee vereinigte. Die beiden Armeen machten sich dann auf den Weg nach
Yorktown. Am 21. Juli bestand die Armee von Rochambeau aus insgesamt 2500 Mann, den Regimentern de Bourbonnais, Royal-Deux-Ponts und einem Bataillon, gebildet aus den Elitekompanien des Régiment de Soissonnais, (kommandiert von François Jean de Chastellux). Eine gewaltsame Aufklärungsaktion nach Kingsbridge zwang die Briten zurück in ihre befestigten Stellungen. Nach einem Gewaltmarsch, den auch die große Hitze nicht beeinträchtigen konnte, erschienen die französischen Truppen am 15. August vor Philadelphia in dem sie enthusiastisch empfangen wurden. Kurz danach erschien die Flotte des comte de Grasse
in der Chesapeake Bay und nahm einige Kompanien an Bord. Der Rest der Truppe marschierte nach Baltimore und Annapolis, wo Transportkähne bereitstanden. Insgesamt standen die Regimenter:
- d’Agénois
- de Gâtinais (später in Royal-Auvergne umbenannt)
- de Touraine
- de Soissonnais
- Régiment de Santonge
- Régiment de Royal Deux-Ponts

mit zusammen 7500 Mann zur Verfügung, die ab dem 28. September an der Schlacht bei Yorktown beteiligt waren.

Cornwallis kapituliert bei Yorktown

Die Franzosen kämpften auf dem linken Flügel und das Regiment Bourbonnais konnte am 7. Oktober 1781 in die Gräben der Engländer eindringen. Am 15. Oktober konnte es einen Ausfall zurückschlagen. Am 10. Oktober kapitulierte Cornwallis und das Regiment besetzte alle Stellungen, die es zuvor abgegriffen hatte. Die Regimenter, die für die Antillen bestimmt waren, wurden am 4. November auf die Schiffe verladen, die Regimenter von Rocheambeau bezogen Quartiere Williamsburg. Sie blieben noch bis März 1782 dort und verlegten dann nach Rhode Island, um von dort mit der Flotte des Louis-Philippe de Vaudreuil nach Frankreich zurückzukehren.
Nach seiner Ankunft in Frankreich wurde das Regiment Bourbonnais nach Metz in Garnison gelegt. Hier verlor es auch am 1. Januar 1791 seinen Namen und wurde von nun an als „13e régiment d’infanterie de ligne“ bezeichnet.

### Kriege der Revolution und des Ersten Kaiserreichs
- 1792: Garnison in Speyer
- 1796: Italienfeldzug

1797: in Verona
- 1798: Ägyptische Expedition

21. Juli 1798: Schlacht an den Pyramiden
1799: Belagerung von Saint-Jean-d'Acre
1800: Schlacht bei Heliopolis und bei Kairo
- 1805:

Schlacht bei Caldiero
Schlacht bei Austerlitz
- 1806: Bei den Besatzungstruppen in Istrien
- 1809: Gefecht bei Oberlaybach und Schlacht bei Wagram
- 1813: Feldzug in Deutschland

20. und 21. Mai: Schlacht bei Bautzen
16. bis 19. Oktober: Völkerschlacht bei Leipzig
30. und 31. Oktober: Schlacht bei Hanau
9. und 10. November: Schlacht bei Hochheim am Main
- 1814: in der Festung Mainz
- 1815: Herrschaft der hundert Tage – Beim Beobachtungskorps in den Pyrenäen

### 1815 bis 1852
- 1830: Mit Anordnung vom 18. September wurde ein viertes Bataillon aufgestellt, das Regiment war jetzt 3000 Mann stark.[5]

- 1849: Teilnahme am Feldzug gegen die Römische Republik, und an der Belagerung von Rom im gleichen Jahr.

### Zweites Kaiserreich
- Per Dekret vom 2. Mai 1859 musste das Regiment eine Kompanie zur Aufstellung des 102e régiment d’infanterie de ligne abgeben.

### 1872 bis 1914
- Deutsch-Französischer Krieg

(Für diese Zeit gibt es keine Informationen)

### Erster Weltkrieg
- 1914: In Nevers und Decize kaserniert, gehörte das Regiment mit seinen drei Bataillonen zur 32e brigade d’infanterie, 16e division d’infanterie, 8e corps d'armée.

Von Januar 1917 bis zum Kriegsende gehörte es zur 169e division d’infanterie
Abwehrkämpfe in Lothringen bei Domèvre-sur-Avière, Sarrebourg, Trouée de Charme.
- 1915
- Kämpfe in Lothringen im Bois d'Ailly, und im Wald von Apremont.
- 1916
- Schlacht um Verdun, bei Tavannes, Fumin-Wald, Woëvre.
- 1917
- Kämpfe in den Argonnen bei La Verrue, Moronvilliers, Mont Cornillet.
- 1918
- Kämpfe in der Champagne und an der Somme bei Assainvillers, Faverolles, Le Cessier, Les Loges, Angriffskämpfe bei Nesle-Ham, Essigny le grand.

### Zweiter Weltkrieg
Im Jahre 1939 als 13e régiment d’infanterie motorisée (RIM) unter dem Befehl von Colonel Maurice Barthe wiederaufgestellt, bestand es aus drei Bataillonen und einer motorisierten Pionierkompanie. Es gehörte zur 9e division d’infanterie.
Das Regiment kämpfte im Rahmen seiner Möglichkeiten und löste sich nach dem Waffenstillstand von Compiègne auf. Es wurde nicht wieder aufgestellt.

## Tradition

### Fahne und Auszeichnungen

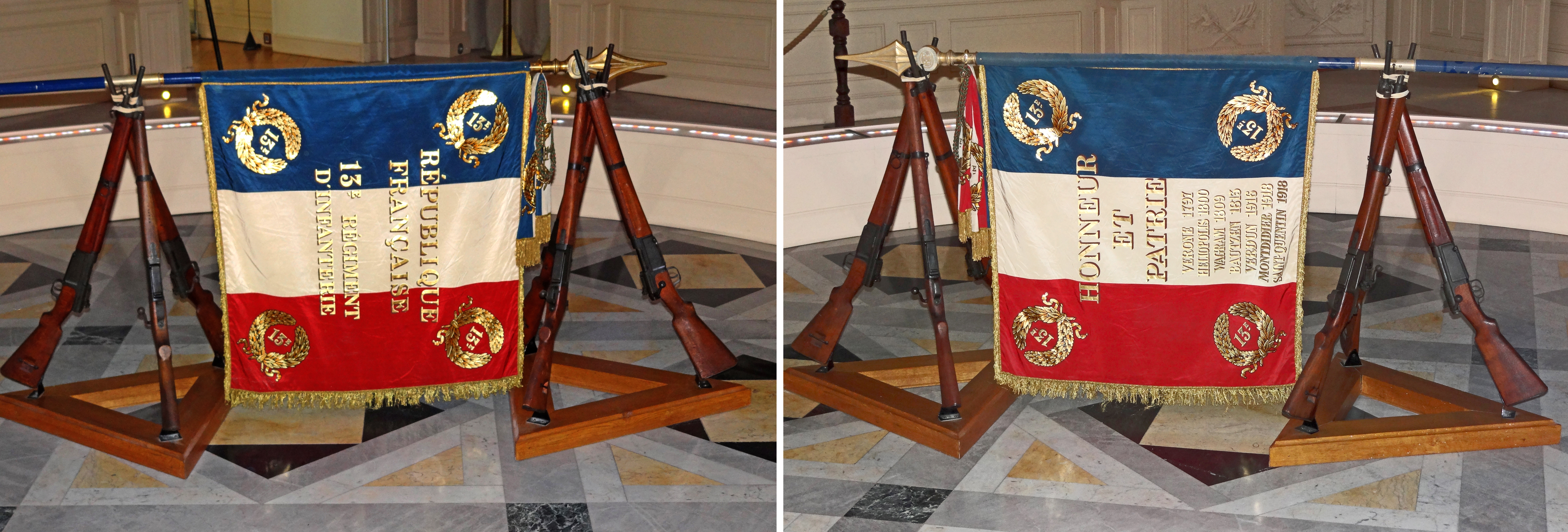
Fahne des 13e RI in der Kathedrale von Nevers

Inschriften auf der Rückseite der Fahne
- VERONE 1797
- HELIOPOLIS 1800
- WAGRAM 1809
- BAUTZEN 1813
- VERDUN 1916
- MONTDIDIER 1918
- SAINT-QUENTIN 1918

Das Fahnenband ist mit dem:
- Croix de guerre 1914–1918 mit zwei Palmenzweigen für lobende Erwähnungen im Armeebericht, und mit einem versilberten Stern für eine lobende Erwähnung im Bericht des Armeekorps,
- der Fourragère in den Farben des Croix de guerre 1914–1918 dekoriert.
- Der Oberkommandierende verlieh dem 13e R.I. nach zweimaliger lobender Erwähnung im Armeebericht für dessen verdienstvolle Haltung vor dem Feind am 18. Dezember 1918 das Recht, die Fourragère in den Farben des Croix de guerre zu tragen. Auf der Rückseite der Regimentsfahne sind (seit Napoleonischer Zeit) in goldenen Lettern die Feldzüge und Schlachten aufgeführt, an denen das Regiment ruhmvoll teilgenommen hat.[6][7][8]

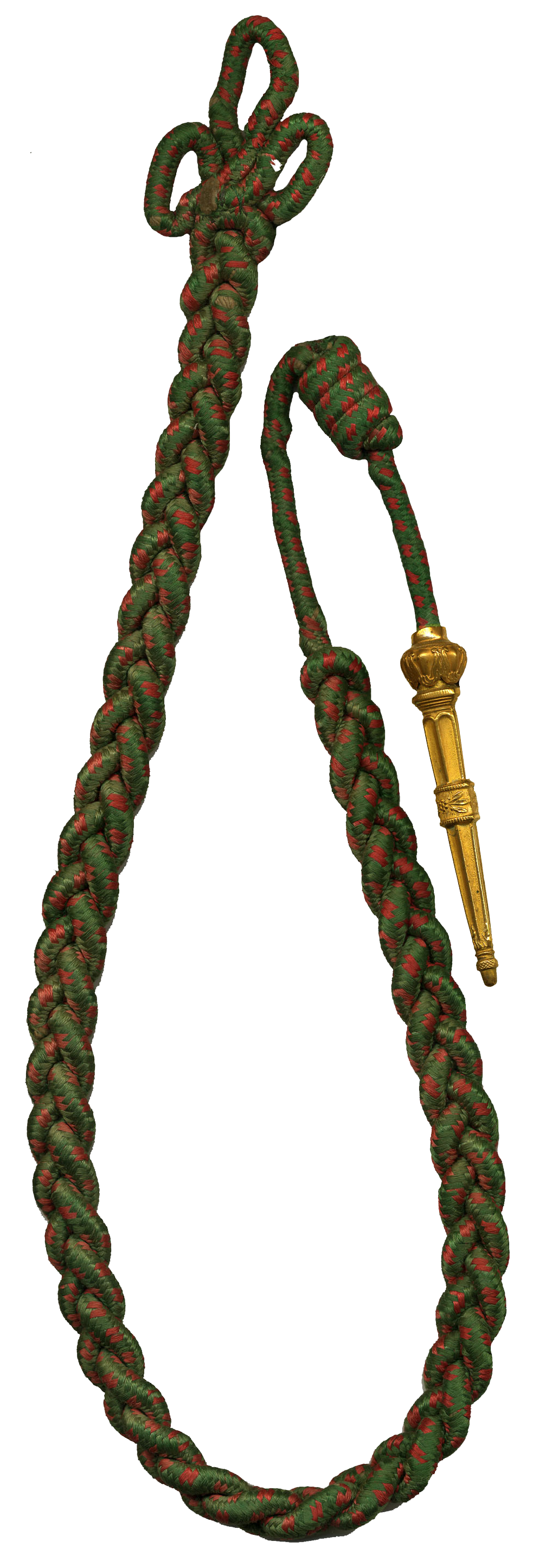
Fourragère in den Farben des Croix de guerre 1914–1918
Vereinfacht dargestellte Regimentsfahne mit den aufgeführten Schlachten, an denen das Regiment seit der Revolution teilgenommen hat.
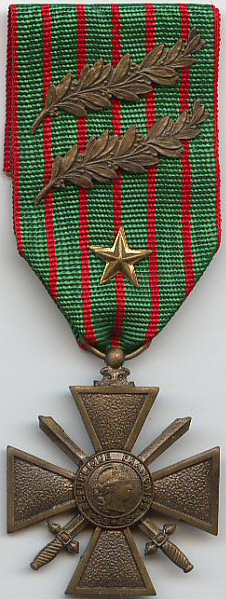
Croix de guerre 1914–1918